# 淮海晚报
《淮海晚报》是由淮安日报社主办的位于淮安市的一张晚报，创办于1993年10月1日。
《淮海晚报》于1993年10月1日创刊，由淮安日报社主办。2009年改扩版的基础上再度改版扩版，由32版扩到40版。